# Cees van de Werken
Cornelis (Cees) van de Werken (Nederhemert, 2 juni 1913 – 15 september 2002) was een Nederlands politicus van de CHU.
Hij werd geboren als zoon van Ernst van de Werken (1877-1939) en Antje Bragt (1882-1964). Hij kwam uit de arbeidersklasse en was voorwerker bij een lokale coöperatie. Ook assisteerde hij als plaatselijk bureauhouder de voedselcommissaris. Na de bevrijding in 1945 kreeg Nederhemert een noodgemeenteraad waar hij lid van was. Bij de gemeenteraadsverkiezingen van 1946 kwam hij namens 'Gemeentebelang' in de raad en werd hij wethouder. Nadat de Nederhemertse burgemeester C.W. van Ommeren begin 1950 met pensioen was gegaan nam Van de Werken als loco-burgemeester tijdelijk zijn taak over omdat er een gemeentelijke herindeling aan zat te komen. Die zou uiteindelijk ruim vijf jaar later plaatsvinden waarbij de gemeenten Gameren en Nederhemert bij Kerkwijk werden gevoegd en Van de Werken benoemd werd tot burgemeester van Hedel. In 1971 ging hij met ziekteverlof waarop G.C.P.M. Verdegaal, burgemeester van Ammerzoden, tevens benoemd werd tot waarnemend burgemeester van Hedel. In 1972 werd duidelijk dat Van de Werken vanwege zijn slechte gezondheid niet meer als burgemeester terug zou keren waarop hem in 1973 ontslag verleend werd. Hij overleed in 2002 op 89-jarige leeftijd.